# 渡辺治綱
渡辺 治綱（わたなべ はるつな）は、江戸時代前期の尾張藩家老。渡辺半蔵家3代当主。

## 略歴
慶長11年（1606年）、山城国伏見で徳川家家臣・渡辺重綱の四男として誕生。
元和6年（1620年）、尾張藩主・徳川義直に仕え、知行2000石を賜る。寛永18年（1641年）、家老となる。寛永20年（1643年）、父の隠居により家督相続し、寺部領主となる。正保2年（1645年）12月、尾張藩の諸大夫3名の増員が幕府より認められ、寺尾直政、間宮正綱と共に叙任、従五位下・右馬允となる。承応3年（1654年）、3000石の加増を受ける。従五位下・飛騨守に遷任。

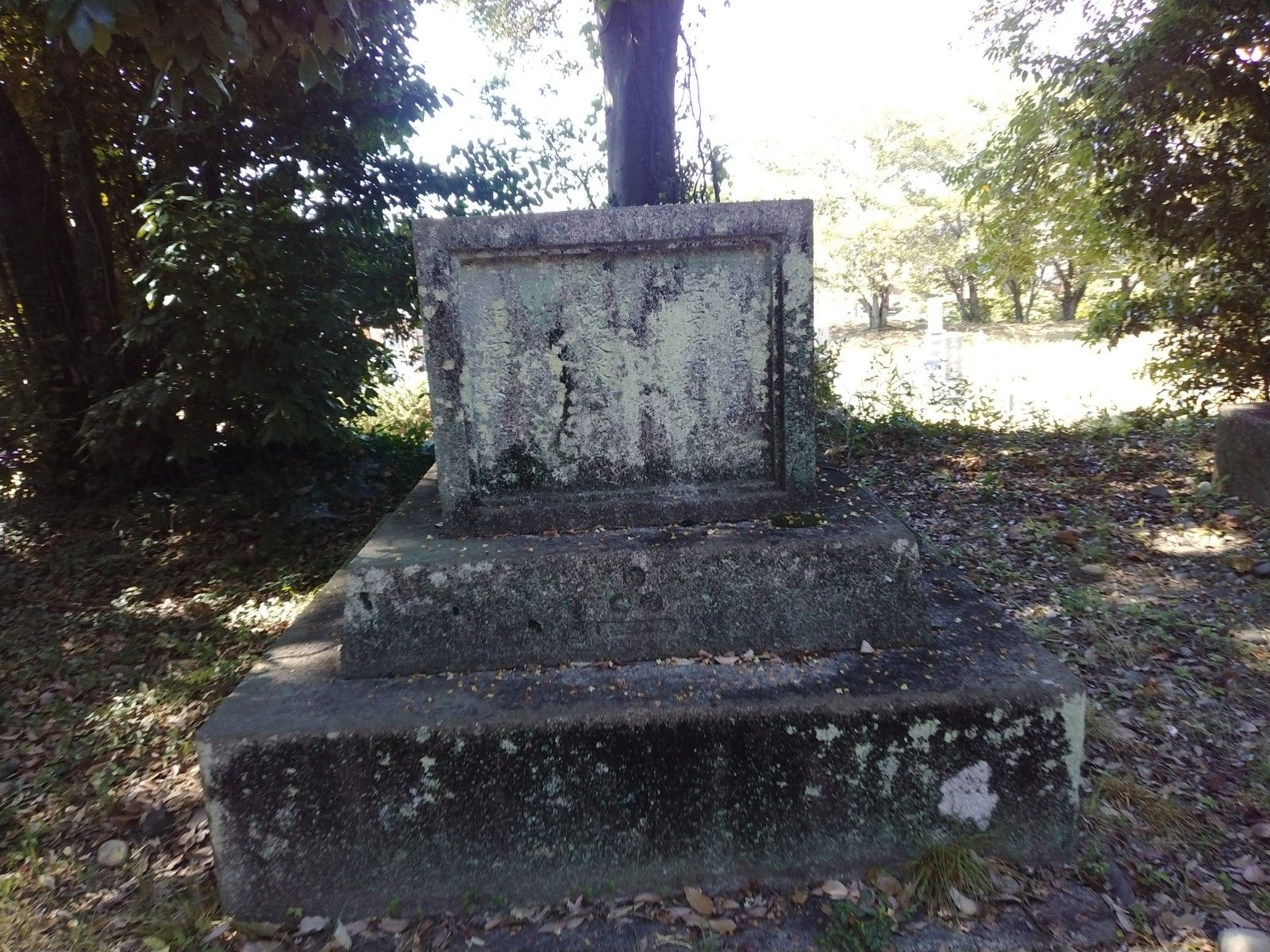
渡辺治綱の墓(豊田市守綱寺)

明暦3年（1657年）、江戸で病に倒れ、2代藩主・徳川光友の見舞いを受ける。帰国後、同年10月20日死去。享年52。嫡男・宣綱が家督を相続した。